# Robert Hughes
Robert Studley Forrest Hughes (28. července 1938 Sydney – 6. srpna 2012 New York) byl australský umělecký kritik, spisovatel a televizní dokumentarista. V roce 1997 ho deník The New York Times označil za „nejslavnějšího uměleckého kritika na světě.“ Deník The Guardian ho v nekrologu označil za "největšího uměleckého kritika našich časů". Tuto reputaci získal zejména díky televiznímu dokumentárnímu seriálu o moderním umění The Shock of the New, který natočil v roce 1980 pro BBC. Později vyšla i stejnojmenná kniha, která ho neméně proslavila - deník The Guardian ji roku 2013 zařadil mezi sto nejdůležitějších nebeletristických knih všech dob a šlo o jednu ze tří knih z oblasti teorie umění, která byla do seznamu zařazena. Byl dlouholetým uměleckým kritikem v časopise Time. Občas se věnoval i jiným tématům než umění, jeho kniha The Fatal Shore z roku 1987 byla studií o britských trestaneckých koloniích a raném evropském osídlení Austrálie. Stala se taktéž mezinárodním bestsellerem.
Jeho otec Geoffrey Forrest Hughes byl leteckým esem první světové války. Robert vystudoval umění a poté architekturu na Sydneyské univerzitě. Na univerzitě se spojil se skupinou umělců, spisovatelů, intelektuálů a pijáků zvanou Sydney Push. Ta byla orientována levicově liberálně. Ve skupině byla i Germaine Greerová. Po studiích se stal nejprve karikaturistou a poté uměleckým kritikem sydneyského periodika The Observer. Psal též pro další australská tištěná média: Oz, Nation, The Sunday Mirror. Publikoval i poezii, ale v roce 1961 byl obviněn, že plagioval poezii Terence Tillera a dalších básníků. V roce 1964 proto raději odešel do Evropy. Nějakou dobu žil v Itálii, než se v roce 1965 usadil v Londýně, kde psal mimo jiné pro The Spectator, The Daily Telegraph, The Times a The Observer. V roce 1970 se stal hlavním uměleckým kritikem časopisu Time a přestěhoval se do New Yorku, kde se brzy stal vlivným intelektuálem. V 80. letech ho proslavila spolupráce s BBC. Roku 1991 získal vyznamenání Order of Australia. V roce 1996 se stal členem Americké akademie umění a věd. Na počátku 21. století připravil pro Channel 4 dokumentární seriál The Mona Lisa Curse, za nějž v roce 2009 obdržel americkou televizní cenu Emmy.
Popularitu u diváků a čtenářů mu zajistilo zejména odmítnutí tradičního kunsthistorického žargonu. Jeho vkus byl označován za spíše konzervativní - odmítal postmodernismus, avantgardu a neoexpresionismus, odmítal ovšem také neochotu experimentovat s formou. Známé jsou jeho odsudky Juliana Schnabela nebo Andy Warhola. Podporoval naopak londýnské malíře Franka Auerbacha a Luciana Freuda a pomáhal popularizovat jejich dílo ve Spojených státech. Ideál umělce pro něj představoval především Francisco Goya.
Od 90. let 20. století byl znám jako prominentní zastánce australského republikánského hnutí, tedy hnutí usilujícího o svržení britského monarchy a nastolení republikánského zřízení v Austrálii.